# ジェームズ・パウェルチェイク
ジェームズ・パウェルチェイク(James Anthony "Jim" Pawelczyk、1960年9月20日-)は、アメリカ合衆国の生理学、キネシオロジーの研究者で、アメリカ航空宇宙局のSTS-90にペイロードスペシャリストとして搭乗した。

## 家族と家系
パウェルチェイクは、ニューヨーク州バッファローで生まれたが、ニューヨーク州エルマを故郷と考えている。2人の子供（ケイティとブラッド）がおり、趣味は自転車、水泳、木工、切手収集、アウトドア活動等である。
純血のポーランド系として、初めてアメリカ合衆国の宇宙飛行士として宇宙を訪れた（1978年のソユーズ30号で、ミロスワフ・ヘルマシェフスキがソビエト連邦のインターコスモス計画でポーランド人として初めて宇宙を訪れた）。1999年、パウェルチェイクと、STS-90の他の3人の乗組員はポーランド政府に招かれた。彼は、STS-90でスペースシャトル・コロンビアに積み込んだポーランドの国旗を持って大統領と面会した。両親のジョーとリタ、バッファローとシカゴのポーランドアメリカ議会(w:Polish American Congress)の代表が同行した。

## 教育
パウェルチェイクは、1978年にニューヨーク州エルマのイロコイ・セントラル高校を卒業した。1982年にニューヨークのロチェスター大学で、生物学と心理学の学士号を取得した。1985年と1989年に北テキサス大学で生理学の修士号と博士号を各々取得した。

## 学術界でのキャリア
彼は、1989年から1992年まで、テキサス大学サウスウェスタンメディカルセンターで、ポスドクフェロー（博士研究員）としての研究を行った。また、1990年にはコペンハーゲンのコペンハーゲン大学附属病院(w:Rigshospitalet}で客員研究員を務めた。その後、1992年から1995年までテキサス大学サウスウェスタンメディカルセンターで医学（心臓病学）の助手となり、同時期にw:Texas Health Presbyterian Hospital Dallasでも勤めた。1995年にテキサス大学サウスウェスタンメディカルセンターの生物工学の助手となり、この年以降、ペンシルベニア州立大学の生理学及びキネシオロジーの准教授も務めたが、STS-90に搭乗するために辞職した。
パウェルチェイクは、1994年に共著者としてBlood Loss and Shockを著した。また、心臓血管調整及び心臓血管生理学の分野で、11の特許を取り、20を超える論文を書き、3冊の本の章の執筆を担当した。

## NASAでのキャリア
NASAのSpecialized Center for Outreach, Research and Training (NSCORT)でガス分析/質量分析装置のユーザデザインに従事し、1994年、自律神経生理学の分野でNASA Young Investigator Awardを受賞した。STS-90と2度のシャトル・ミール計画（フェーズ1B）で用いられた実験装置の共同開発も行った。1998年4月17日から5月3日まで行われたSTS-90では、ペイロードスペシャリストを務めた。16日間のスペースラブのミッションで、スペースシャトル・コロンビアに搭乗した7人の乗組員が、微小重力が脳および神経系に与える影響を明らかにするための26個の生命科学実験の実施者及び被験者となった。381時間で630万マイルを飛行して地球を256周した。
パウェルチェイクは2003年にアメリカ合衆国上院商業・科学・交通委員会で証言を行い、国際宇宙ステーション上での研究活動の強化を主張した。彼は、NASAの生命科学諮問小委員会の委員を務め、また2002年からReMap (Research Maximization and Prioritization)タスクフォースのメンバーも務めている。